# Onciale 0260
- Papyrus
- Onciale
- Minuscules
- Lectionnaire

Le Codex 0260 (dans la numérotation Gregory-Aland), est un manuscrit du Nouveau Testament sur parchemin écrit en écriture grecque onciale.

## Description
Le codex se compose de 2 folios. Il est écrit en deux colonnes par page, de 16 lignes par colonne. Les dimensions du manuscrit sont 21 x 17 cm,. Les paléographes datent ce manuscrit du VIe siècle.
C'est un manuscrit contenant le texte de l'Évangile selon Jean 1,30-32.
Le texte du codex représenté est de type mixte. Kurt Aland le classe en Catégorie III.
Lieu de conservation
Il est conservé à la Staatliche Museen zu Berlin (P. 5542) à Berlin,.